# ロリカ・セグメンタタ

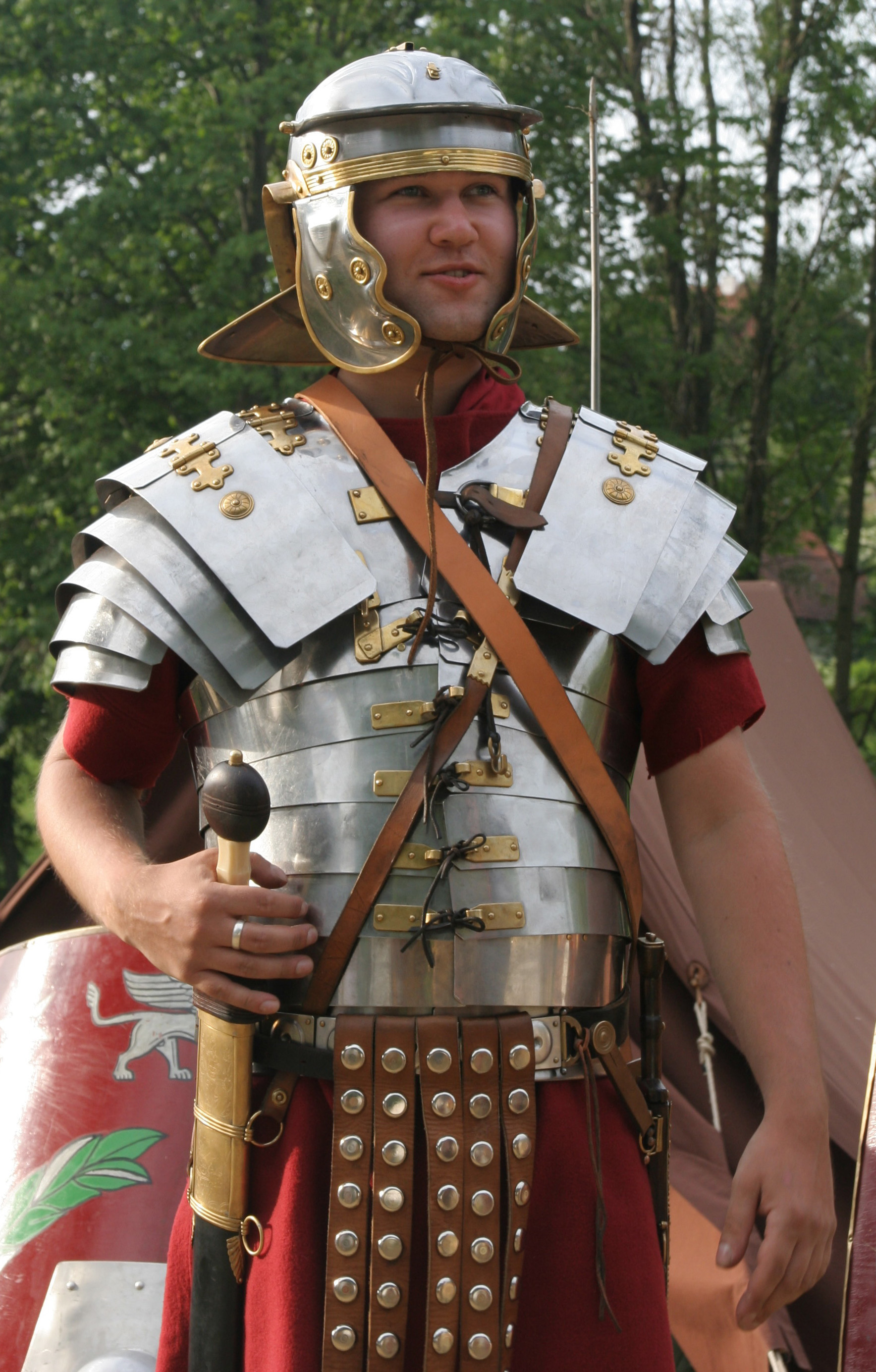
ローリーカ・セグメンタータを着用した軍団兵

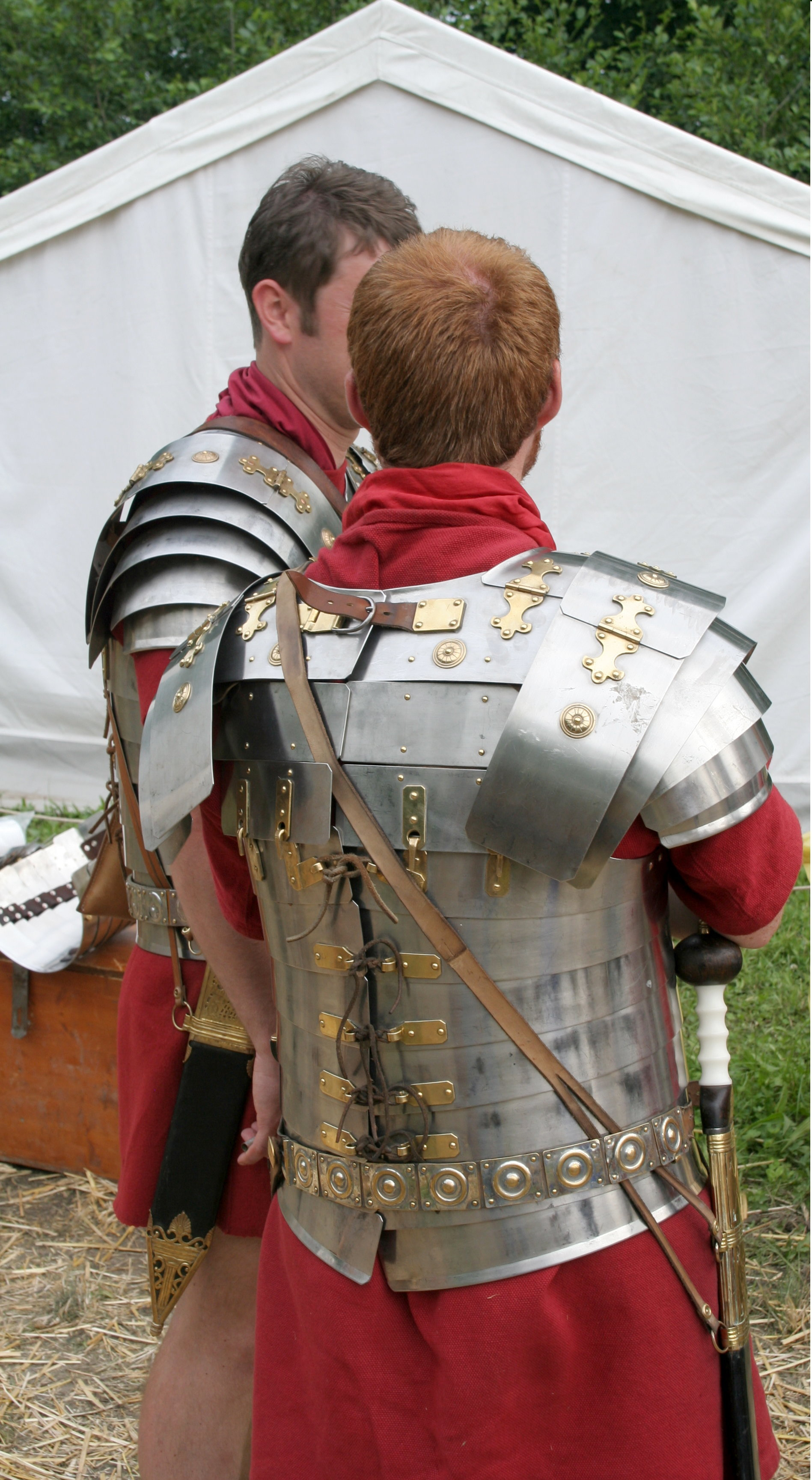
ローリーカ・セグメンタータの後部

ローリーカ・セグメンタータ（ラテン語：lorica segmentata）は古代ローマの軍団兵に支給された鎧である。日本語では長母音を省略して「ロリカ・セグメンタタ」とも呼ばれるが、古代ローマ時代の原音には音節の長短がはっきりした「ローリーカ」のほうがもっとも近い。板札鎧（いたざねよろい）と和訳されることもある。

## 概要
主に帝政ローマのティベリウスの治世から使われ始めた。曲げた鉄の板金を重ねて作られた甲冑で、映画などでいわゆる「ローマ軍団兵の鎧」としてのイメージが定着しているが、大々的に使用されたのは1世紀から2世紀までの間と、長いローマの歴史の中では比較的短い期間であった。しかしこの期間を過ぎると即座に廃れたと言うのも正確ではなく、レリーフ等の出土品から局所的には改良を重ねつつ3世紀の後半まで使用されていたと考えられている。
ラテン語名が定義として用いられたのは16世紀のヨーロッパからであり、必ずしも古代ローマ時代に「ローリーカ・セグメンタータ」の名で呼ばれていたわけではない。

## 構成
ローリーカは細長く切られた鉄製の板金を重ねて構成されており、胸部、腹部、肩を防護する。ひとつひとつの板金は胴体、肩、上腕に沿った形で湾曲しており、上から下へと覆いかぶさるような形で人間が立った姿に対して水平に重ねられている。
また保護する箇所が大きい胴周りには左右別々の板金を合わせて構成された。そして肩を保護する板金のパーツは、同じく上から下へと覆いかぶさるような形で胴まわりの甲冑部分の上から覆いかぶせられた。板金は真鍮製の止め具を介して革製のひもを結んで固定された。
鉄の板金でできていることから打撃、突刺の防御にも有効で板金が細かく分かれている事により体の動きに合わせた柔軟性があり、甲冑としての機能は非常に高かった。また使用しない際に小さく収納ができるという利点もあった。反面、頻繁な手入れが必要で、これを怠ると異種のイオン化傾向の異なる金属同士の接触部分からすぐに錆び付いてしまう（異種金属接触腐食）という欠点があった。鍍金や酸化被膜の技術が未開発だった当時は常に表面に油脂を塗布して金属表面を保護し続ける必要があった。しかも着脱には二人掛かりで、針金や留め具などで手間が掛かるため、即応性にも欠けていたが、この一方不必要な装身具を省いた合理的な設計ゆえ装着に時間を要するものではなかった。
再現実験によれば、柔軟性があるものの、板金製ゆえか胸元が窮屈になり息苦しい、と報告されている。
地方では、簡略型セグメンタータの開発も行われていたらしいが、欠点の克服には至らなかったようである。

## バリエーション
ローリーカは主に4種類存在し、発見場所からKalkriese型、CorbridgeA型、CorbridgeB型、Newstead型と呼ばれている。発掘品は主に真鍮のパーツであり、鉄板部分はほぼ朽ち果てている。
しかしカルクリーゼのトイトブルク森の古戦場跡で奇跡的にも胸部のプレートが革ベルトまでついた状態で見つかっている。トイトブルク森の戦いは9年と判明しているので、これが一番古いタイプであろうと考えられている。それを通称Kalkriese型という。主な特徴はベルトタブが直接真鍮リベットで胴体に接続されており、胴の固定が革ベルトであることである。
CorbridgeA型はそれより後の1世紀頃の物で一番一般的である。胴の固定が革の紐で行われるようになった。同所で見つかったCorbridgeB型はそれより後の製作で簡略化、機能化され、胸部と胴部の固定が真鍮フックで行われている。
またイギリスで見つかったNewstead型は一番後期の物で装飾が簡素化、CorbridgeB型より革の使用が減り、左右胸部プレートの固定が閂式になり、胴部の固定も閂式になっている。また長らく肩部のプレートの固定は可動式のヒンジから固定式のリベットになったと思われていたが、近年の調査でヒンジがあったことがわかっている。
順番ではKalkriese型、CorbridgeA型、CorbridgeB型、Newstead型の順に改良されていると思われている。Newstead型の使用が3世紀頃まであったと言うことから開発から約300年ほど使用されていたと言うことになる。